# Brokenhearted
Singles de Brandy
Best Friend
(1994) Sittin' Up in My Room
(1995)
Brokenhearted est un single de l'artiste américaine Brandy, issue de son premier album, Brandy (1994).

## Classements
| Classement (1995)              | Meilleure position |
| ------------------------------ | ------------------ |
| Nouvelle-Zélande (RMNZ)        | 6                  |
| États-Unis (Hot 100)           | 9                  |
| États-Unis (R&B/Hip-Hop Songs) | 2                  |

| Pays       | Certification |
| ---------- | ------------- |
| États-Unis | Or            |